# Rhipidia cermatoleuca
Rhipidia cermatoleuca är en tvåvingeart som först beskrevs av Alexander 1967.  Rhipidia cermatoleuca ingår i släktet Rhipidia och familjen småharkrankar. Inga underarter finns listade i Catalogue of Life.